# Ilustrowana encyklopedia dla wszystkich. Lotnictwo
Ilustrowana encyklopedia dla wszystkich. Lotnictwo – polska encyklopedia lotnicza z serii Ilustrowanych encyklopedii dla wszystkich, popularnonaukowych encyklopedii poświęconych różnym działom nauki i techniki wydanych przez Wydawnictwa Naukowo-Techniczne w okresie PRL .

## Historia
Encyklopedia opracowana została przez Dział Encyklopedii Techniki WNT i wydana została w Warszawie w latach 1970-1979 przez Wydawnictwa Naukowo-Techniczne. Przeznaczona była dla wszystkich, którzy interesują się nauką i techniką, modelarzy, a w szczególności dla uczniów szkół ponadpodstawowych. Podczas prac redakcyjnych przyjęto założenie, że czytelnik ma wykształcenie na poziomie szkoły ponadpodstawowej .
Książka stanowi zamkniętą całość, niezależną od innych tomów, która może być kupiona oddzielnie. Zawiera podstawowe informacje z różnych dziedziny lotnictwa, budowie i wyposażeniu samolotów, śmigłowców, szybowców, balonów itp., a także o mechanice lotu, nawigacji lotniczej, lotniskach i wyposażeniu, komunikacji lotniczej, meteorologii, sportach lotniczych, spadochroniarstwie i modelarstwie. Objęła 2200 haseł ułożonych w porządku alfabetycznym na 336 stronach. Zawiera czarno-białe oraz kolorowe zdjęcia, ilustracje, tabele, schematy i wykresy . Encyklopedia miała 2 wydania: 1970, 1979 .